# Каннаудж
Каннаудж (англ. Kannauj, гінді कन्नौज, урду کنوج) — місто в індійському штаті Уттар-Прадеш, розташоване на березі Гангу, адміністративний центр округу Каннаудж.

## Назва

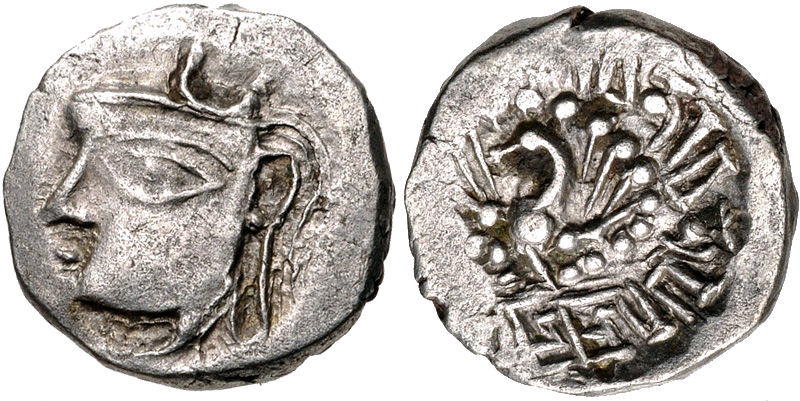
Копійка правителя Харша

Давня назва міста — Кан'якубджа (горбата дівчина). Згідно легенди один мудрець прокляв 100 дочок царя і зробив їх горбатими. Місто, у якому вони жили, отримало цю назву.

## Історія
Це стародавнє місто, що протягом короткого періоду було столицею великої держави Харша.